# Chodaczków Wielki
Chodaczków Wielki (ukr. Вели́кий Хода́чків) – wieś w rejonie tarnopolskim obwodu tarnopolskiego, założona w 1758 r. W II Rzeczypospolitej miejscowość była siedzibą gminy wiejskiej Chodaczków Wielki w powiecie tarnopolskim województwa tarnopolskiego. Wieś liczy 1392 mieszkańców.
Znajduje tu się przystanek kolejowy Chodaczków Wielki, położony na linii Tarnopol – Stryj.

## Historia
W 1921 r. wieś miała 500 zagród i 2949 mieszkańców w tym 2492 Polaków, 417 Rusinów i 40 Żydów. W 1931 r. liczba zagród wzrosła do 576 a mieszkańców do 3022.
17 września 1939 wieś została zbombardowana przez lotnictwo sowieckie. W sumie w tym dniu sowieci zrzucili 240 bomby burzące i odłamkowe niszcząc stacje kolejowe Krasne i Chodaczków Wielki.
W kwietniu 1944 wieś została spalona przez 4 pułk policji SS, złożony z ukraińskich ochotników pod dowództwem niemieckim. Zamordowano od 250 do ponad 850 Polaków.
Ocaleni zostali przesiedleni w nowe granice Polski. Spora część zamieszkała w Gajkowie koło Wrocławia oraz w Łące Prudnickiej koło Prudnika. Na miejsce wysiedlonych Polaków w latach 1944–1946 władze przesiedliły z Polski 210 rodzin ukraińskich.